# Myrne (Riwne)
Myrne (ukrainisch Мирне; russisch Мирное Mirnoje, polnisch Pieczałówka) ist ein Dorf im Zentrum der ukrainischen Oblast Riwne mit etwa 1400 Einwohnern (2001).

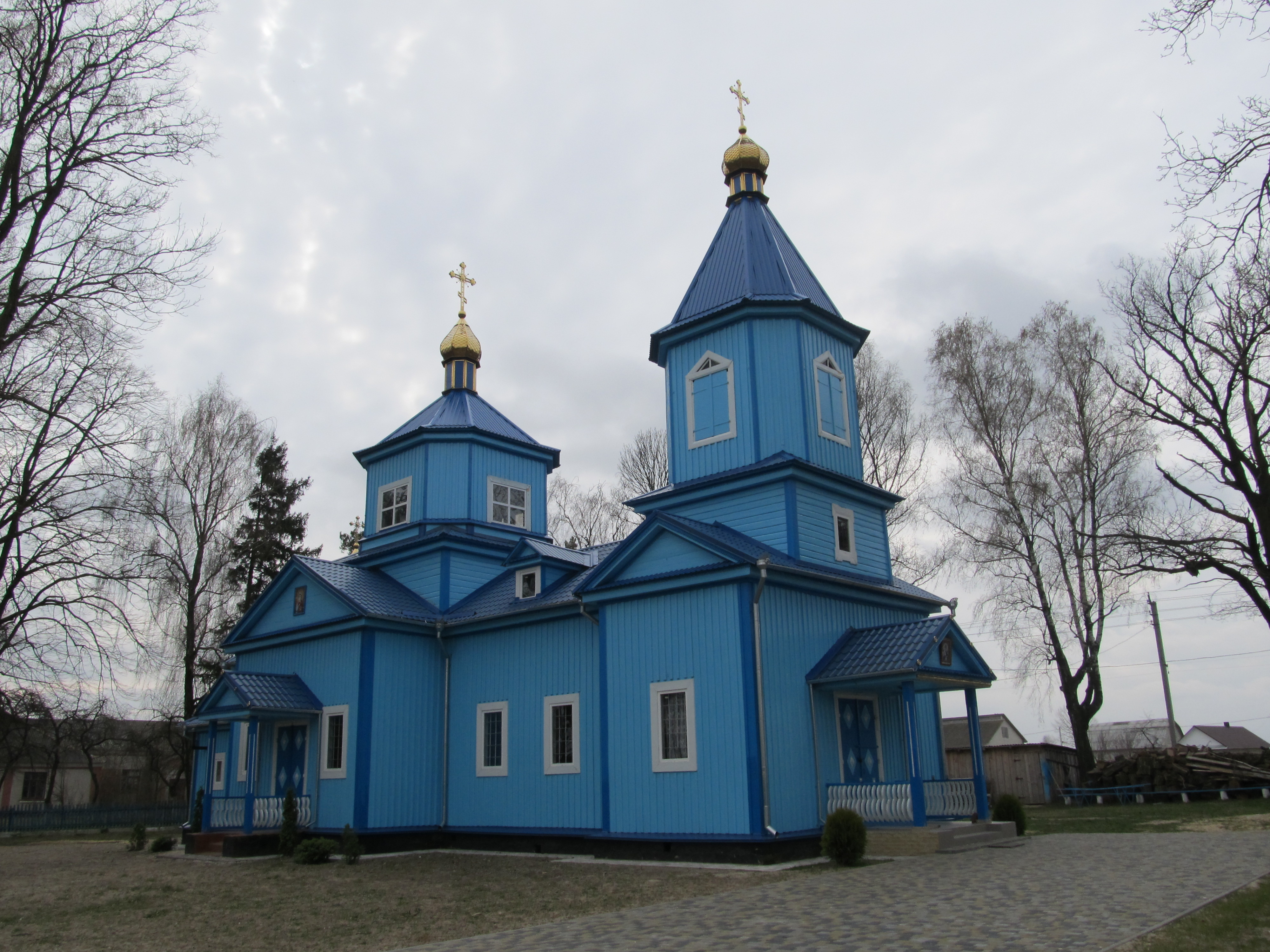
St.-Nilokaus-Kirche

In Myrne befindet sich mit der im Frühjahr 1905 geweihten St.-Nikolaus-Kirche ein architektonisches Denkmal.

## Geografische Lage
Die Ortschaft liegt in der Grenzregion der Wolhynisch-Podolische Platte und des Polesischen Tieflands (Поліська низовина Poliska nysowyna) auf einer Höhe von 187 m am Ufer des Baches Hnyluschka (Гнилушка), 15 km nördlich vom Gemeindezentrum Mala Ljubascha, 12 km nordöstlich vom ehemaligen Rajonzentrum Kostopil und 45 km nordöstlich vom Oblastzentrum Riwne. Durch das Dorf verläuft die Fernstraße N 25 (Regionalstraße P–5).

## Geschichte
Das Dorf wurde erstmals 1629 schriftlich erwähnt und hieß bis 1963 Petschaliwka (Печалівка) bzw. Petschalowka (Печаловка).
Es lag bis zur Dritten Teilung Polens 1795 in der Polnisch-Litauischen Woiwodschaft Wolhynien und fiel dann an das Russische Kaiserreich, wo es bis zum Ende des Ersten Weltkriegs im Bezirk Riwne des Okrug Isjaslaw, Gouvernement Wolhynien lag. 1848 gab es im Dorf eine (1854 niedergebrannte) Tuchmanufaktur, in der 105 Arbeiter beschäftigt waren.
Nach dem Ersten Weltkrieg kam das Dorf zunächst zur Westukrainischen Volksrepublik und wurde, nach dem Polnisch-Ukrainischen und dem Polnisch-Sowjetischen Krieg im Frieden von Riga als Teil des westlichen Wolhynien 1921 der Zweiten Polnischen Republik zugeschlagen und dort Bestandteil der Woiwodschaft Wolhynien. Die polnische Regierung ließ in den 1920er Jahren am Dorfrand einen Streifen Verteidigungsanlagen errichten.
Im September 1939 wurde die Ortschaft, und mit ihr ganz Ostpolen, wie im Geheimen Zusatzprotokoll des Hitler-Stalin-Pakts mit Deutschland abgesprochen, von der Sowjetunion besetzt. Die Sowjets deportierten daraufhin die gesamte polnische Dorfbevölkerung nach Sibirien. Nach dem deutschen Überfall auf die Sowjetunion war die Ortschaft während des Deutsch-Sowjetischen Krieges vom Sommer 1941 bis Januar 1944 von Deutschland okkupiert und in den Generalbezirk Brest-Litowsk/Wolhynien-Podolien, Kreisgebiet Kostopol des Reichskommissariats Ukraine eingegliedert.

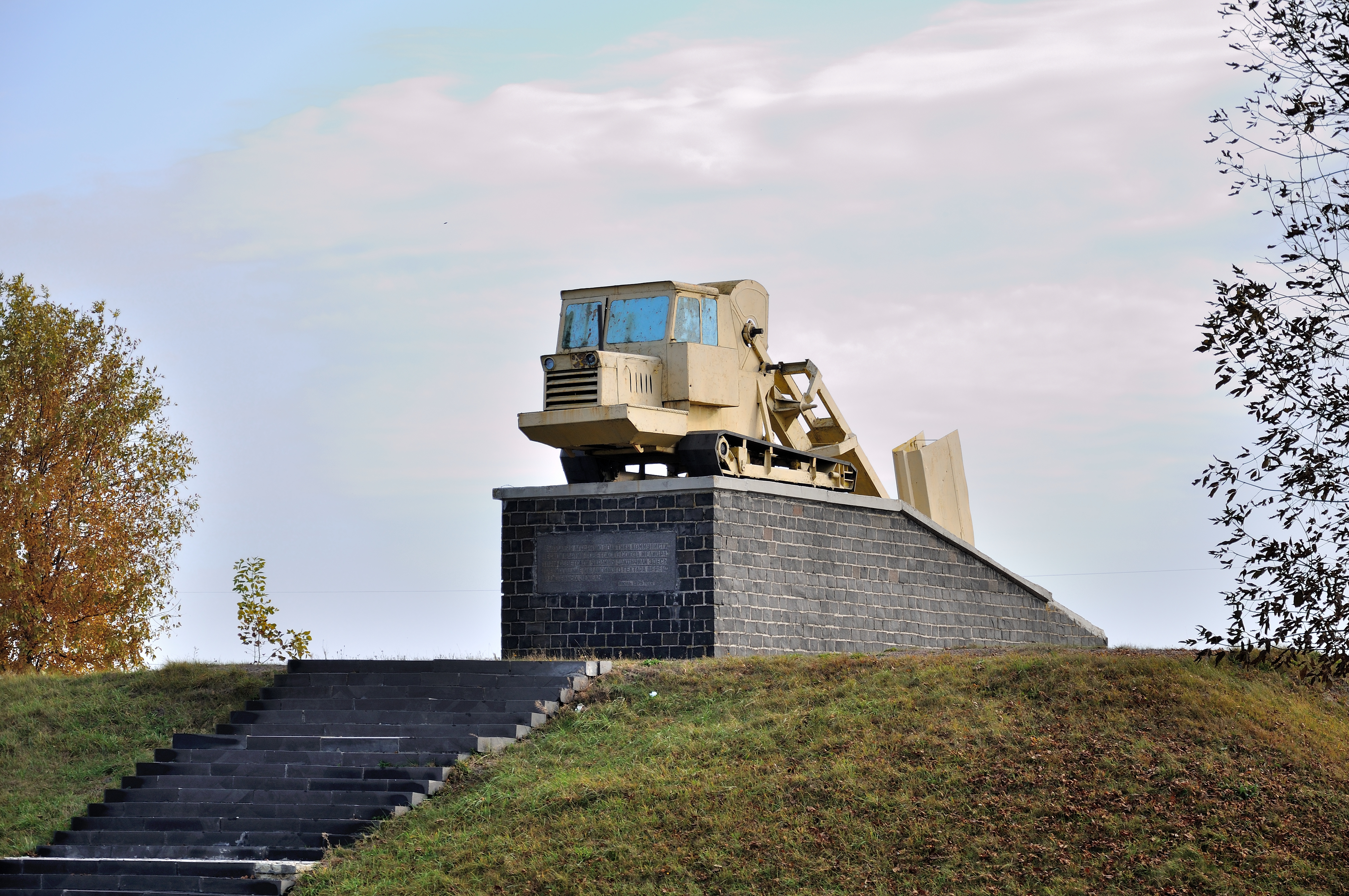
Denkmal für die Landgewinnung bei Myrne

Nach dem Zweiten Weltkrieg kam das Dorf im Zuge der Westverschiebung Polens zur Ukrainischen SSR innerhalb der Sowjetunion und erhielt 1963 seinen heutigen Namen. Im Juli 1979 wurde nördlich des Dorfes ein Denkmal für Landgewinnungsarbeiter (⊙) errichtet, um an die Entwässerung von einer Million Hektar Land in der Ukraine zu erinnern.
Seit dem Zerfall der Sowjetunion 1991 ist Myrne Teil der unabhängigen Ukraine.
Am 11. August 2017 wurde das Dorf ein Teil neu gegründeten Landgemeinde Mala Ljubascha, bis dahin bildete es zusammen mit den Dörfern Dantschymist (Данчиміст), Mokwyn (Моквин) und Tyche (Тихе) die Landratsgemeinde Myrne (Мирненська сільська рада/Myrnenska silska rada) im Nordosten des Rajons Kostopil.
Am 17. Juli 2020 wurde der Ort ein Teil des Rajons Riwne.

## Wappen
Im Jahr 2005 wurde vom Gemeinderat ein Wappen und eine Flagge für das Dorf genehmigt. Die Farben der Symbole und die Ähren auf dem Wappen stellen die Landwirtschaft als Hauptbeschäftigung der Menschen im Dorf dar, die Taube symbolisiert den Frieden und das Hufeisen Glück und Wohlstand für die Einheimischen.

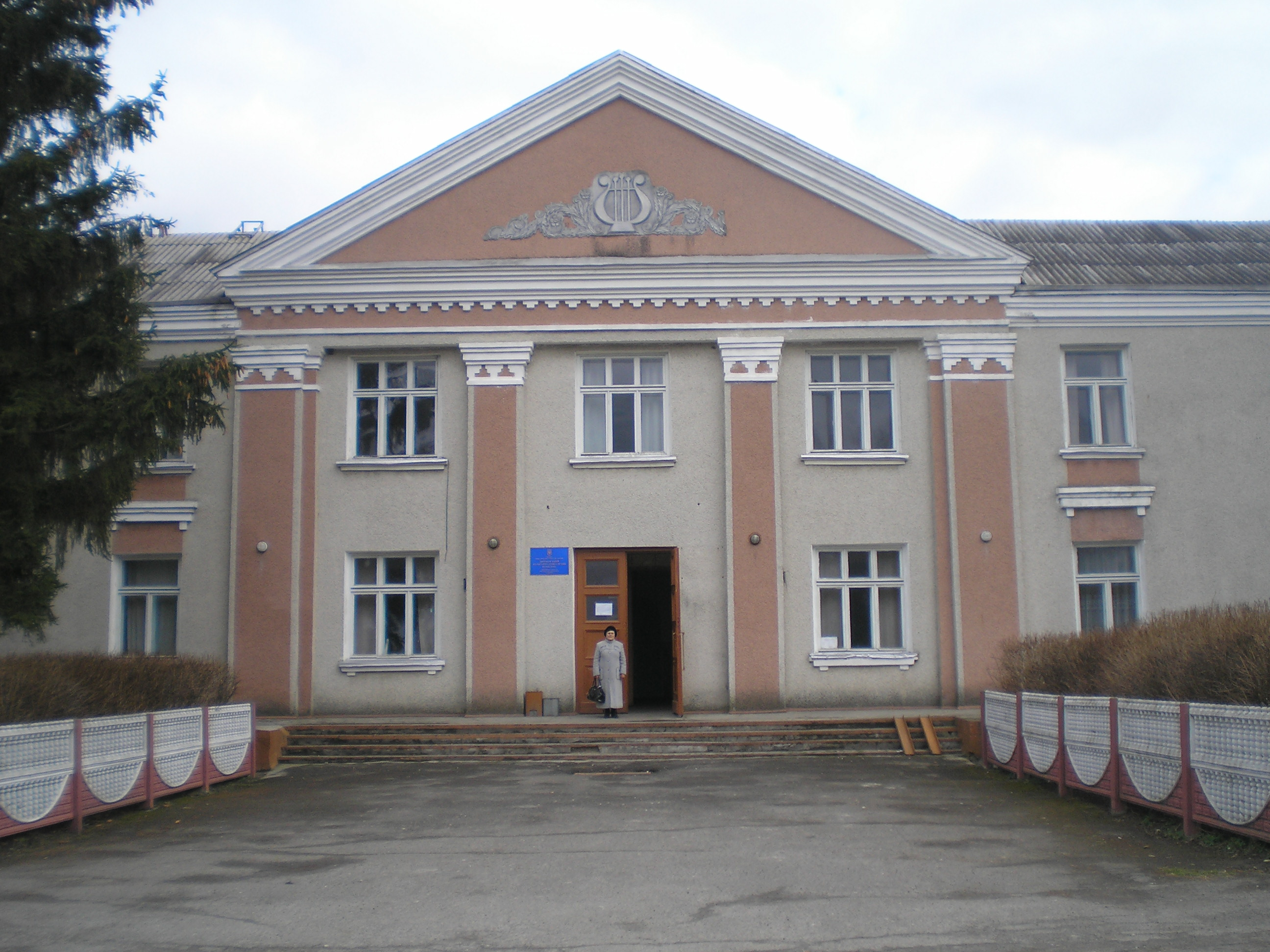
Haus der Kultur von 1967
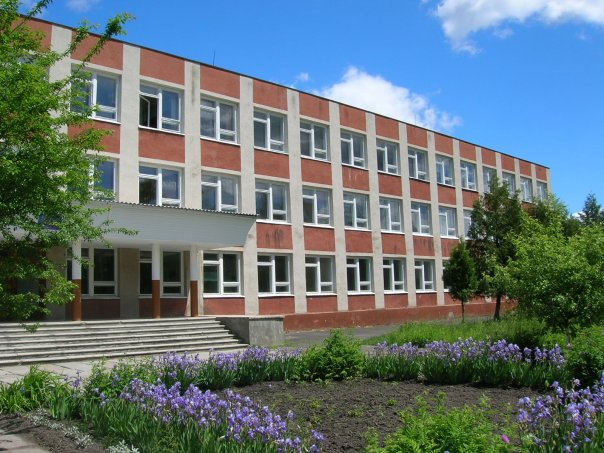
Lyzeum im Dorf
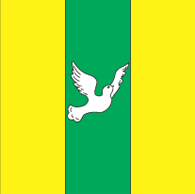
Flagge von Myrne